# 大窪汐里
大窪 汐里（おおくぼ しおり、1994年10月3日 - ）は、日本の女優。

## 人物
2004年にデビュー後、スマイルモンキーに所属。大窪凪沙と双子の姉妹である。

## 出演

### テレビ番組
- 超星神グランセイザー（2004年、テレビ東京）
- ふれあいロボット広場（2004年、NHK）
- 僕と彼女と彼女の生きる道（2004年、フジテレビ）
- 金曜ドラマ「奥様は魔女」（2004年、TBSテレビ）
- 金曜ナイトドラマ「着信アリ」（2005年、テレビ朝日） - エンディングタイトルバックの少女役
- 土曜ミッドナイトドラマ「吉祥天女」（2006年、テレビ朝日）

### CM
- スズキ自動車「ワゴンR」
- ソネット「お願い絶叫 双子編」
- ミツカン「追いがつおつゆ」
- ピザハット「ベルサイユのピザ」

### 映画
- 2/2（2005年）
- 黒い宿（2005年）
- 着信アリ2（2005年2月5日、東宝） - 野添孝子役
- 花より男子F（2008年6月28日、東宝） - 美作絵夢役
- ハチミツドロップス（2008年） - 入江今日子役